# 베스트 오브 더 베스트 3
《베스트 오브 더 베스트 3》(영어: Best of the Best 3: No Turning Back)은 미국에서 제작된 1995년 무예 액션 영화이다. 베스트 오브 더 베스트 시리즈 세 번째 작품이며, 《베스트 오브 더 베스트 2》(1993)의 속편이다. 필립 리가 연출, 제작, 주연을 맡았으며, 그 외에 크리스토퍼 맥도널드, 지나 거숀, 디 월리스, R. 리 어미 등이 출연하였다.
1998년 필립 리, 어니 허드슨, 토빈 벨 등이 출연한 속편 《베스트 오브 더 베스트 4》(Best of the Best 4: Without Warning)가 출시되었다.

## 출연
- 필립 리
- 크리스토퍼 맥도널드
- 지나 거숀
- 마크 롤스턴
- 피터 시먼스
- 디 월리스
- 마이클 베일리 스미스
- R. 리 어미
- 케인 호더

## 기타 제작진
- 공동 제작: 데버라 스콧
- 협력 제작: 스테이시 코언
- 배역: 제임스 F. 타지아